# Кемал Рамујкић
Кемал Рамујкић (Титоград, 1947 — Београд, 13. мај 2019) је био српски сликар.

## Биографија
Рођен је 1947. године у Титограду. Завршио је Средњу уметничку школу у Херцег Новом и постдипломске студије на Факултету ликовних уметности Универзитета уметности у Београду 1973. Радио је као професор сликања и цртања на Државном универзитету у Новом Пазару и као гостујући професор по позиву на The Animation Workshop School у Виборгу од 2005. године. Самостално је излагао у Београду 1973, учествовао је на групној изложби „Графика београдског круга” у Београду и Великом међународном конкурсу сликарства у Луксембургу 1971, изложбама у Октобарском салону 1972—1975, изложби „Перспективе I” и другим. Добитник је награда Факултета ликовних уметности Универзитета уметности у Београду и Великог међународног конкурса сликарства у Луксембургу 1971. године. Живео је на Новом Београду, у Блоку 45 и стварао је у атељеу на Ади Циганлији. Преминуо је 13. маја 2019. у Београду.